# Ичтимаи-е-Амиюн
Организация «Ичтимаи-е-Амиюн» (рус. Социальная демократия) — левая политическая организация иранских рабочих в Баку, основанная в 1906-м году, при поддержке партии «Гуммет». Также была связана с ячейками РСДРП в Баку и Тбилиси. Организация изначально возглавлялась Нариманом Наримановым и включала в основном рабочих из Иранского Азербайджана.
Во время Конституционной революции в Иране, организация перенаправила фокус своей деятельности в Тебриз, а Хайдар-хан Аму оглы создал отделение в Тегеране. Сочетала европейские социал-демократические и либеральные идеи с местной спецификой, считается первой иранской социалистической организацией.
«Ичтимаи-е-Амиюн» была сменена партией «Адалят» в 1916 году.